# Cytisus decumbens
Cytise pédonculé, Cytise retombant, Cytise rampant
Espèce
Statut de conservation UICN

 LC  : Préoccupation mineure
Cytisus decumbens, le Cytise pédonculé, également connu sous les noms de Cytise retombant ou Cytise rampant, est une espèce de plantes à fleurs de la famille des Fabacées.

## Statut de protection
En France, l'espèce figure sur la liste des plantes protégées en Lorraine, sur celle en Midi-Pyrénées, sur celle en Aquitaine, sur celle en Île de France (présence sur la liste rouge régionale).
En Suisse, l'espèce figure sur la liste rouge des plantes.